# 小倉村 (岐阜県)
小倉村（こぐらむら）は、かつて岐阜県山県郡に存在した村である。
現在の山県市小倉に該当する。

## 歴史
- 1875年（明治8年） - 四日市場村と小倉村が合併し、小倉村となる。
- 1889年（明治22年）7月1日 - 町村制により、小倉村発足。
- 1897年（明治30年）4月1日 - 藤倉村、大森村、洞田村と合併し、下伊自良村が発足。同日小倉村廃止。

## 神社・仏閣
- 東光寺
- 稲荷神社
- 熊野神社